# La Bâtie-des-Fonds
La Bâtie-des-Fonds – miejscowość i gmina we Francji, w regionie Owernia-Rodan-Alpy, w departamencie Drôme.
Według danych na rok 1999 gminę zamieszkiwało 10 osób, a gęstość zaludnienia wynosiła poniżej 1 osób/km² (wśród 2880 gmin regionu Rodan-Alpy La Bâtie-des-Fonds plasuje się na 1603. miejscu pod względem liczby ludności, natomiast pod względem powierzchni na miejscu 1280.).
Nazwa miejscowości związana jest z jej wysokim położeniem pod wododziałem Rodanu i jego największego alpejskiego dopływu - Durance, na obszarze źródlisk rzeki Drôme. Pojęcie "les fonds" w miejscowym dialekcie oznacza właśnie "źródła, drobne wypływy wody, teren źródliskowy".